# Bolognesi (Ucayali)
Bolognesi es una localidad peruana ubicada en la región Ucayali, provincia de Atalaya, distrito de Tahuanía. Es asimismo capital del distrito de Tahuanía. Se encuentra a una altitud de 176 m s. n. m. Tenía una población de 443 habitantes en 1993.

## Transporte
Cuenta con el Aeródromo Bolognesi.

## Clima
| Parámetros climáticos promedio de Bolognesi | Parámetros climáticos promedio de Bolognesi | Parámetros climáticos promedio de Bolognesi | Parámetros climáticos promedio de Bolognesi | Parámetros climáticos promedio de Bolognesi | Parámetros climáticos promedio de Bolognesi | Parámetros climáticos promedio de Bolognesi | Parámetros climáticos promedio de Bolognesi | Parámetros climáticos promedio de Bolognesi | Parámetros climáticos promedio de Bolognesi | Parámetros climáticos promedio de Bolognesi | Parámetros climáticos promedio de Bolognesi | Parámetros climáticos promedio de Bolognesi | Parámetros climáticos promedio de Bolognesi |
| Mes                                         | Ene.                                        | Feb.                                        | Mar.                                        | Abr.                                        | May.                                        | Jun.                                        | Jul.                                        | Ago.                                        | Sep.                                        | Oct.                                        | Nov.                                        | Dic.                                        | Anual                                       |
| ------------------------------------------- | ------------------------------------------- | ------------------------------------------- | ------------------------------------------- | ------------------------------------------- | ------------------------------------------- | ------------------------------------------- | ------------------------------------------- | ------------------------------------------- | ------------------------------------------- | ------------------------------------------- | ------------------------------------------- | ------------------------------------------- | ------------------------------------------- |
| Temp. máx. media (°C)                       | 32                                          | 31                                          | 31                                          | 32                                          | 31.5                                        | 30.5                                        | 31                                          | 32                                          | 33                                          | 32                                          | 32                                          | 32                                          | 31.7                                        |
| Temp. media (°C)                            | 26.7                                        | 26.4                                        | 26.4                                        | 26.6                                        | 26.2                                        | 25.6                                        | 25.3                                        | 26.2                                        | 26.7                                        | 27                                          | 26.8                                        | 26.6                                        | 26.4                                        |
| Temp. mín. media (°C)                       | 22                                          | 22                                          | 22                                          | 22                                          | 21.5                                        | 20                                          | 19                                          | 20                                          | 21                                          | 22                                          | 22                                          | 22                                          | 21.3                                        |
| Fuente: climate-data.org                    |                                             |                                             |                                             |                                             |                                             |                                             |                                             |                                             |                                             |                                             |                                             |                                             |                                             |